# Issé
 Issé  es una población y comuna francesa, situada en la región de Países del Loira, departamento de Loira Atlántico, en el distrito de Châteaubriant y cantón de Moisdon-la-Rivière.

## Demografía
| 1892 | 1898 | 1909 | 1896 | 1821 | 1776 |
| Para los censos de 1962 a 1999 la población legal corresponde a la población sin duplicidades (Fuente: INSEE [Consultar]) |      |      |      |      |      |